# Simeon Castille
(en) Statistiques sur pro-football-reference
Simeon Castille (né le 12 octobre 1985 à Birmingham) est un joueur américain de football américain. Il joue actuellement avec les SaberCats de San José, évoluant en Arena Football League.

## Carrière

### Université
Castille étudie à l'université d'Alabama où il joue pour l'équipe de football américain des Crimson Tide.

### Professionnel
Simeon Castille n'est sélectionné par aucune équipe lors du draft de la NFL de 2008. Il signe, peu de temps après, comme agent libre non drafté avec les Bengals de Cincinnati avec qui il joue quatre matchs lors de sa première saison professionnel. Néanmoins, il n'y reste qu'une saison avant de quitter le club et signe avec les Chargers de San Diego pour la saison 2009.
En 2010, il signe avec les Tuskers de Floride en United Football League avant de revenir en NFL mais seulement dans l'équipe d'entraînement des Vikings du Minnesota, ne jouant aucun match. La saison suivante, il revient en UFL avec les Destroyers de Virginie avec qui il remporte le championnat UFL. Après cela, il s'engage avec les Predators d'Orlando, évoluant en Arena Football League, fédération de football américain en salle.
Le 3 février 2014, il est échangé aux SaberCats de San José.

## Palmarès
- Championnat UFL 2011